# Мадридска зоологическа градина
Мадридска зоологическа градина е зоопарк в Мадрид, разположен в парка Каса де Кампо, в западната част на града.

## История
Началото на зоопарка е поставено от Карлос III през 1770 година с цел да се показват животни, докарани от двете Америки. Съвременният зоопарк е построен през 1972 г. Пет години по-късно се открива и делфинариум. С размери 36 м дължина, 10 м ширина и дълбочина от 5 м, огромният басейн има вместимост от над 2 милиона литра вода. Делфините, които изнасят представленията са от вида афала.
През 1995 година се построява и Аквариума на площ от 3000 квадратни метра. Съоръжението се намира в югоизточната част на зоопарка и разполага с представители над 200 различни вида, сред които и много видове акули. От септември 2007 година в парка живеят и две Големи панди, подарени от китайското правителство.
Днес зоопаркът се простира на площ от 20 хектара и разполага с над 6000 животни от 500 вида.